# Даръдере (река)
Даръдере е река в Югоизточна България, област Бургас – общини Средец и Созопол, десен приток на Факийска река. Дължината ѝ е 24,5 km.
Река Даръдере води началото си от северния склон на рида Босна в Странджа, на 1,4 km югоизточно от с. Богданово, община Средец. Протича в дълбока и залесена долина, до село Вършило на североизток, а след това на север. Влива се отдясно във Факийска река, на 20 m н.в., на 1 км западно от село Зидарово, община Созопол.
Площта на водосборния басейн на Даръдере е 92 km2, което представлява 14,4% от водосборния басейн на Факийска река.
Основни притоци са: Далилов дол (ляв), Пожарски дол (десен) и Селска река (ляв).
По течението на реката няма населени места.
В най-долното ѝ течение водите ѝ се използват за напояване.

## Топографска карта
- Лист от карта K-35-67. Мащаб: 1 : 100 000.